# Comté de Hardy
Le comté de Hardy est un comté des États-Unis situé dans l’État de Virginie-Occidentale. En 2013, la population était de 13 920 habitants. Son siège est Moorefield. Le comté a été créé en 1785 à partir du comté de Hampshire et doit son nom à l'homme politique de Virginie Samuel Hardy.

## Principales villes
- Moorefield
- Wardensville